# Scharenstetten
Scharenstetten ist ein Ortsteil der Gemeinde Dornstadt im Alb-Donau-Kreis in Baden-Württemberg. Im Zuge der Gemeindegebietsreform in Baden-Württemberg wurde am 1. Januar 1975 die Gemeinde Scharenstetten zu Dornstadt eingemeindet.
Das Dorf auf der Albhochfläche liegt circa sechs Kilometer nordwestlich von Dornstadt und ist über die Landstraße 1234 zu erreichen. Westlich von Scharenstetten verlaufen die Bundesautobahn 8 und die Schnellfahrstrecke Wendlingen–Ulm.

## Geschichte
Scharenstetten wird 1260 erstmals überliefert. 1255 bis 1547 werden Mitglieder der Familie von Scharenstetten, wohl meist Dienstmannen der Grafen von Helfenstein, genannt.
Mit der Grafschaft Helfenstein wurde Scharenstetten 1382 an Ulm verpfändet und 1396 verkauft. Der Ort bildete mit Luizhausen, Radelstetten und Temmenhausen ein Amt, das 1772 dem Amt Bermaringen der „Unteren Herrschaft“ angegliedert wurde.
Scharenstetten kam 1803 an Bayern und durch den Grenzvertrag zwischen Bayern und Württemberg 1810 an das Königreich Württemberg, wo der Ort dem Oberamt Blaubeuren unterstand. Im Jahr 1870 wurde das Dorf durch ein Feuer in weiten Teilen zerstört.
Bei der Kreisreform während der NS-Zeit in Württemberg gelangte Scharenstetten 1938 zum Landkreis Ulm. 1945 wurde der Ort Teil der Amerikanischen Besatzungszone und gehörte somit zum neu gegründeten Land Württemberg-Baden, das 1952 im jetzigen Bundesland Baden-Württemberg aufging. 1973 erfolgte die Kreisreform in Baden-Württemberg, bei der Scharenstetten zum Alb-Donau-Kreis kam. 1975 wurde Scharenstetten im Zuge der Vereinigung von Tomerdingen mit Dornstadt Ortsteil der neuen Gemeinde Dornstadt.

## Sehenswürdigkeiten

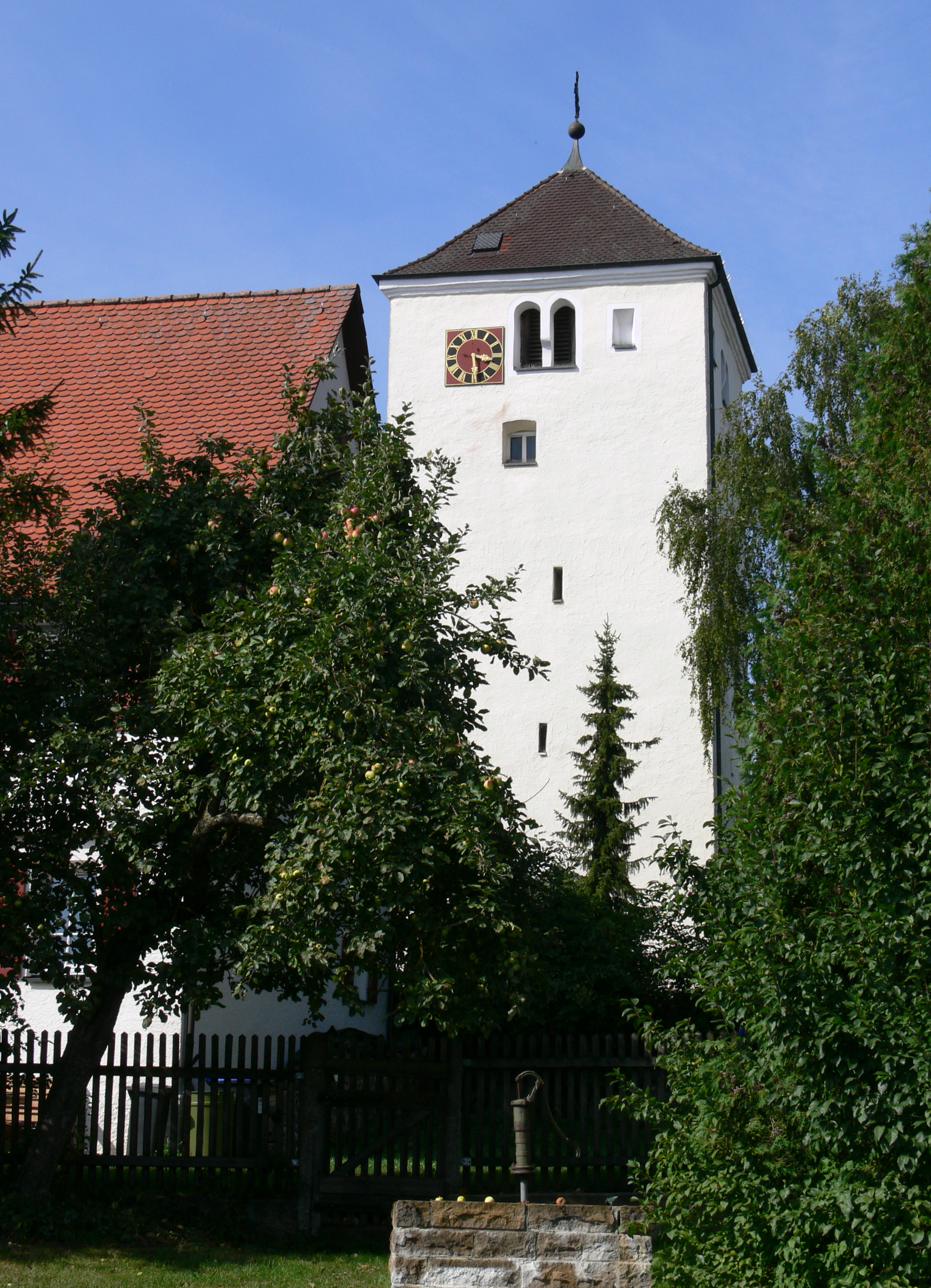
Laurentiuskirche

- Evangelische Laurentiuskirche